# Tour du Cantal en train
Le Tour du Cantal en train était un circuit touristique par chemin de fer à voie normale qui parcourait le triangle ferroviaire Neussargues-Bort les Orgues-Aurillac et retour. Les deux lignes issues de la magistrale vers Bort ont été fermées au trafic voyageurs en 1991, et il n'en reste que quelques tronçons parcourus par un train touristique. 

## Circuit Tour du Cantal
Les trois principales lignes de la Haute-Auvergne, forment un triangle permettant un circuit fermé : 
- Neussargues-Moissac - Bort-les-Orgues, via Allanche, Riom-ès-Montagnes, Antignac, Vebret,
- Bort-les-Orgues - Aurillac via Ydes, Mauriac, Drugeac, Miécaze, Viescamp-sous-Jallès,
- Aurillac - Neussargues-Moissac via Vic-sur-Cère, Le Lioran, Murat (TER Auvergne-Rhône-Alpes).

Ces lignes établies en montagne se caractérisent par une grande quantité d'ouvrages d'art remarquables : tunnels, viaducs, etc.
Le Tour du Cantal a été créé en 1979 par l'Abbé Antoine Trin, des cheminots et diverses personnalités. Une association a été créée sous ce nom en 1991 par M. Marc Pottier, maire de Vebret où se trouve son siège.

## Train du  Garabit
Le Train touristique Garabit est un circuit touristique au départ d'Aurillac et de Vic-sur-Cère qui est commenté et qui suit au départ de la préfecture la magistrale cantalienne puis la partie nord de la ligne dite de l'Aubrac en passant par le tunnel ferroviaire du Lioran, Murat et le viaduc de Garabit. 

## Circuit Gentiane express
Le Gentiane express est un circuit touristique qui reprend partiellement la ligne de Bort-les-Orgues à Neussargues. 
Il emprunte les 39 kilomètres entre Bort-les-Orgues (19) et Lugarde (15) en passant par Cheyssac, Vebret, Antignac, le viaduc de Salsignac, Saint-Étienne-de-Chomeil, Menet, Riom-ès-Montagnes, le viaduc de Barajol, le viaduc de Saint-Saturnin et le viaduc de Chassagny, puis Condat, et Saint-Amandin.
Il longe la haute vallée de Dordogne, puis franchit le plateau du Cézallier, le col de Pierrefitte (altitude 1 052 mètres) permettant de découvrir les magnifiques paysages de montagne du parc des volcans d'Auvergne depuis le Puy de Sancy vers le Puy Mary. 
Ce circuit peut être prolongé sur la partie Lugarde - Neussargues-Moissac en faisant escale à Allanche dont la gare est ouverte pour la fête de l'estive, le viaduc Saint-Saturnin, Sainte-Anastasie.
Le circuit Gentiane express est organisé par l'association des Chemins de Fer de la Haute-Auvergne (CFHA) dont l'objet est de conserver et de promouvoir le patrimoine ferroviaire de la Haute-Auvergne. L'association, qui possède plusieurs autorails, utilise aussi du matériel prêté par la SNCF. 
Le nombre de voyageurs est en croissance chaque année : en 2009, il s'est élevé à 11762 voyageurs pour 160 trains et 13 965 km parcourus.
Pendant l'été, le Gentiane express circule tous les jours. 
Des circuits particuliers peuvent être organisés en partant d'Aurillac, de Saint-Flour ou de Massiac. En 2007, trois voyages spéciaux ont été organisés dans les Combrailles, dans les Cévennes et vers Saint-Flour, en 2008 à Marseille.
Autorails appartenant au Gentiane-Express :
- X2725 (série X 2720-RGP) assurant les liaisons Bort-les-Orgues ⇔ Lugarde
- X2726 (série X 2720-RGP) assurant les liaisons Bort-les-Orgues ⇔ Lugarde
- X2908 (série X 2800) assurant les liaisons Bort-les-Orgues ⇔ Lugarde
- X2403 (série X 2400), propriété du CFHA, assurant des trains spéciaux sur le réseau national.
- X3900 (série X 3800), ancien autorail de tournée de la SNCF

Remorque :
- XR7415, propriété du CFHA